# George Botez
George Botez (n. 24 aprilie 1908, Iași — d. 1 iulie 1980, Ploiești) a fost un violonist, compozitor și dirijor român de muzică populară.

## Biografie
S-a născut la data de 24 aprilie 1908 la Iași. 
Studiile muzicale le face la Conservatorul din Iași, avându-i ca profesori pe Alexandru Zirra (armonie), Sofia Teodoreanu (teorie-solfegiu), Nicolae Zadri și Mihai Barbu (vioară). 
Între 1929-1933 cântă ca violonist în Orchestra Simfonică din Iași. 
Între 1929-1946 ajunge șef la diferite orchestre de cinematografe și restaurante din Iași și București, conducând și orchestra de jazz și cafe concert „Frații Botez”. 
În 1950 se mută în județul Prahova unde înființează la Filarmonica de Stat din Ploiești o orchestră de muzică populară, pe care o denumește „Flacăra Prahovei”. 
În perioada 1953-1960 este directorul orchestrei și dirijorul acesteia până în 1970, când se pensionează, și este precedat de dirijorul Leonida Constantin Brezeanu. Cu această orchestră susține numeroase emisiuni de radio și televiziune, precum și concerte și turnee atât în Prahova, cât și în celelalte zone ale țării. Realizează numeroase inregistrari la casa de discuri Electrecord. 
În 1957 întreprinde un turneu artistic în URSS. 
Profesor la Liceul de Muzica si Arte Plastice din Ploiești - secția vioară clasică.
A cules și a prelucrat folclor, îndeosebi cel prahovean. Membru al Uniunii Compozitorilor din România.  
Sub bagheta sa au evoluat importanți soliști de muzică populară ca Dan Moisescu, Ioana Șerban, Nicolae Stănilă, Ion Dolanescu sau colaboratori precum Maria Tănase, Maria Lătărețu, Emil Gavriș, Ion Luican, Ileana Constantinescu, Tita Bărbulescu, Gabi Luncă și alții. 
Moare în anul 1980 în Ploiești.